# Rathaus (Gaukönigshofen)
Das Rathaus in Gaukönigshofen, einer Gemeinde im unterfränkischen Landkreis Würzburg in Bayern, wurde im 17. Jahrhundert errichtet. Das Rathaus an der Hauptstraße 16 ist ein geschütztes Baudenkmal. 
Der zweigeschossige, traufständige Satteldachbau mit Volutengiebeln hat eine Eckquaderung aus Hausteinen. Im Erdgeschoss war bis 1891 die Gemeindeschmiede untergebracht. 
An der straßenseitigen Fassade steht ein Bildstock von 1759, im Oberteil beziehungsweise Aufsatz mit einer Darstellung der Heiligen Dreifaltigkeit und an der Säule Bildern der Heiligen Valentin, Sebastian und Helena. Das Bild der Dreifaltigkeit zeigt oben Gottvater, in der Mitte die Heiliggeisttaube und unten die Heilige Familie mit Jesus, Maria und Josef. 
An der Ostseite des Rathauses ist zwischen den Fenstern ein Sandsteinrelief aus dem Jahr 1463 in die Wand eingelassen, das wahrscheinlich aus einem Bildstock stammt. Es zeigt eine Kreuzigungsgruppe mit dem gekreuzigten Jesus, seiner Mutter Maria und dem Apostel Johannes.